# アル・プラザ水口
アル・プラザ水口（アル・プラザみなくち）は、滋賀県甲賀市水口町本綾野に所在する平和堂運営のショッピングセンターである。

## 概要
国道1号線（水口道路）沿いに立地する。平和堂直営売場のほか、約60の専門店から構成されている。愛称は「アプリ」で、「水口」を縦書きにすると「杏」（英語でアプリコット）に見えることに由来する。
1975年（昭和50年）9月4日に平和堂水口店として開業。建物は地上2階建てで、滋賀県初の郊外型ショッピングセンターであった。
1991年（平成3年）と2000年（平成12年）に増築が行われた。1991年（平成3年）の第一期増築では地上5階建ての増築棟が建設され、このとき愛称の「アプリ」を使用し始めた。1999年（平成11年）に第二期増築を発表し、翌年の2000年（平成12年）に地上3階建ての増築棟とシネマ棟を建設し、11月25日にアル・プラザとして新装開業した。

## 沿革
- 1975年（昭和50年）9月4日[4] - 平和堂水口店として開業。
- 1991年（平成3年） - 第一期（地上5階建て）増築。同時にアプリという愛称がつく。
- 1999年（平成11年） - 増築およびアル・プラザ化することを平和堂が発表。
- 2000年（平成12年） - 第二期増築を行い、アル・プラザ化（地上3階建て + 別館シネマ棟）。

## 主なテナント

### 現在のテナント
- ダイソー（本館1階）
- 宝くじチャンスセンター（本館1階）
- ATMコーナー（本館1階）
- 平和書店（本館2階）
- QBハウス（本館2階）
- ヒマラヤ（シネマ棟1階）
- はるやま（シネマ棟1階）
- 水口アレックスシネマ（詳細は後述、シネマ棟2階）
- アミューズメント ナムコ（シネマ棟2階）

- ロフト（本館1階）- 2024年（令和6年）11月1日開業[4]。

### 過去に存在したテナント
- ニトリ（本館2階）- 2024年（令和6年）6月30日をもって閉店[6]。
- ホームセンターバロー（フジヤホームセンター）（シネマ棟1階） - シネマ棟の開業当時から存在していたが、後に撤退。

### 水口アレックスシネマ
水口アレックスシネマ（みなくちアレックスシネマ）は、有限会社アレックスが運営する映画館。アル・プラザ水口に併設されている。
平和堂は水口店をアル・プラザにリニューアルする際に映画館の誘致を視野に入れていた。しかし、立地が悪く各企業から採算が取れないと判断された結果断られ、やむなく同社の社員が独立して新たな会社を興し、開館にこぎ着けたという経緯がある。

#### 劇場
この他車椅子スペースあり。
| スクリーン | 座席 |
| ---------- | ---- |
| CINEMA 1   | 151  |
| CINEMA 2   | 151  |
| CINEMA 3   | 092  |
| CINEMA 4   | 293  |
| CINEMA 5   | 293  |
| 出典：     |      |

## フロア構成
| 階   | 既存棟         | 第一期増築棟                                                                | 第二期増築棟                                                                |          | シネマ棟                         |
| 屋上 |                | 青色屋上駐車場（閉鎖）                                                      |                                                                             |          |                                  |
| 5階  | 青色立体駐車場 |                                                                             |                                                                             |          |                                  |
| 4階  | 青色立体駐車場 | 赤色屋上駐車場                                                              |                                                                             |          |                                  |
| 3階  | 黄色屋上駐車場 | 青色立体駐車場                                                              | 赤色屋上駐車場                                                              |          |                                  |
| 2階  | 黄色立体駐車場 | ファッションとキッズとレストラン街のフロア 衣料品・子供用品・文具・専門店   | ファッションとキッズとレストラン街のフロア 衣料品・子供用品・文具・専門店   | 連絡通路 | アレックスシネマ・ナムコ・飲食店 |
| 1階  | 黄色立体駐車場 | 食品と暮らしとフードコートのフロア 食料品・家庭用品・家電製品・イベント広場 | 食品と暮らしとフードコートのフロア 食料品・家庭用品・家電製品・イベント広場 |          | ヒマラヤ・はるやま               |

## 競合施設
どちらも1999年（平成11年）にオープン。
- 西友水口店（甲賀市役所前）
- アヤハプラザ水口（株式会社綾羽運営の大型SC）
  - テナント：アヤハディオ・生鮮スーパーハズイ・エディオン・GUなど。

## 交通アクセス
先述の通り、当施設は国道1号（水口道路）に面する。公共交通機関によるアクセスは下記を参照。
鉄道
- 近江鉄道本線（水口・蒲生野線）水口駅から徒歩9分[3]、同線水口城南駅から徒歩15分[9]。

バス
- 甲賀市コミュニティバス「平和堂（水口）[注釈 1]」停留所下車、徒歩すぐ。  - ※近隣に「綾野」・「名坂日電前」の各停留所がある（ともに徒歩2分）。

## 備考
- エレベーター、エスカレーターは初期開業部と第1期増築部は三菱製、第2期増築部とシネマ棟は日立製である。
- 非常口灯は2000年に館内全て取り替えられている。